# AFC Challenge Cup 2012 (kwalificatie)
De AFC Challenge Cup 2012 was een voetbaltoernooi dat werd gehouden in Nepal. De winnaar kwalificeerde zich voor de Azië Cup 2015. Dit artikel beschrijft het kwalificatieproces voor dat toernooi.

## Pottenindeling
De pottenindeling werd gebaseerd op de prestaties tijdens de AFC Challenge Cup 2010. In tegenstelling tot vorige toernooien was geen enkel land meer automatisch gekwalificeerd voor het eindtoernooi, hierdoor moesten Noord-Korea, Turkmenistan en Tadzjikistan gewoon deelnemen aan de kwalificaties.
| Groepsfase | Play-off (8 laagst geklasseerde teams)                                                    | Landen die niet deelnamen^                                       |
| --- | ----------------------------------------------------------------------------------------- | ---------------------------------------------------------------- |
| - Bangladesh - Noord-Korea - India - Kirgizië - Malediven - Myanmar - Nepal - Pakistan - Palestina - Sri Lanka - Tadzjikistan - Turkmenistan | - Afghanistan - Bhutan - Cambodja - Chinees Taipei - Laos - Macau - Mongolië - Filipijnen | - Brunei (Geschorst ten tijde van de loting) - Guam - Oost-Timor |

^Teams die mochten deelnemen, maar zich niet hadden ingeschreven.

## Play-off Ronde
De acht laagst geklasseerde landen speelden een thuis- en uitwedstrijd. De wedstrijden werden gespeeld op 9 en 16 februari 2011. De vier winnaars plaatsten zich voor de groepsfase .
| Team 1         | Agg. | Team 2      | 1e wedstrijd | 2e wedstrijd |
| -------------- | ---- | ----------- | ------------ | ------------ |
| Bhutan         | 0–5  | Afghanistan | 0–3          | 0–2          |
| Filipijnen     | 3–2  | Mongolië    | 2–0          | 1–2          |
| Chinees Taipei | 6–3  | Laos        | 5–2          | 1–1          |
| Cambodja       | 5–4  | Macau       | 3–1          | 2–3 (n.v.)   |

### Eerste wedstrijd
|                                                 |        |                       |             |                                                                                  |
| 23 maart 2011 «onderlinge duels» 15:00 UTC+5:30 | Bhutan | 0 – 3                 | Afghanistan | Changlimithang Stadium, Thimphu Toeschouwers: 200 Scheidsrechter: Chaiya Mahapab |
| 23 maart 2011 «onderlinge duels» 15:00 UTC+5:30 |        | Walizada 2', 36', 80' |             | Changlimithang Stadium, Thimphu Toeschouwers: 200 Scheidsrechter: Chaiya Mahapab |

|                                                |                                     |       |          |                                                                           |
| 9 februari 2011 «onderlinge duels» 19:00 UTC+8 | Filipijnen                          | 2 – 0 | Mongolië | Panaad Stadium, Bacolod Toeschouwers: 20.000 Scheidsrechter: Yu Ming Hsun |
| 9 februari 2011 «onderlinge duels» 19:00 UTC+8 | Caligdong 43' P. Younghusband 90+4' |       |          | Panaad Stadium, Bacolod Toeschouwers: 20.000 Scheidsrechter: Yu Ming Hsun |

|                                                |                               |       |                   |                                                                                  |
| 9 februari 2011 «onderlinge duels» 15:30 UTC+7 | Cambodja                      | 3 – 1 | Macau             | National Olympic Stadium, Phnom Penh Toeschouwers: 2.000 Scheidsrechter: Win Cho |
| 9 februari 2011 «onderlinge duels» 15:30 UTC+7 | El Nasa 48', 53' Laboravy 59' |       | Leong Ka Hang 80' | National Olympic Stadium, Phnom Penh Toeschouwers: 2.000 Scheidsrechter: Win Cho |

|                                                 |                                                                      |       |                          |                                                                             |
| 10 februari 2011 «onderlinge duels» 19:00 UTC+8 | Chinees Taipei                                                       | 5 – 2 | Laos                     | National Stadium, Kaohsiung Toeschouwers: 1.000 Scheidsrechter: Ng Chiu Kok |
| 10 februari 2011 «onderlinge duels» 19:00 UTC+8 | Lin Cheng-yi 10' Chang Han 22', 56' Chen Po-liang 44' Lo Chih-an 49' |       | Kitsada 65' Phattana 73' | National Stadium, Kaohsiung Toeschouwers: 1.000 Scheidsrechter: Ng Chiu Kok |

### Tweede wedstrijd
|                                                 |                          |       |        |                                                                                           |
| 25 maart 2011 «onderlinge duels» 15:00 UTC+5:30 | Afghanistan              | 2 – 0 | Bhutan | Tau Devi Lal Stadium, Gurgaon (India) Toeschouwers: 2.000 Scheidsrechter: Hedayat Mombini |
| 25 maart 2011 «onderlinge duels» 15:00 UTC+5:30 | Nadeem 61' Kohistani 65' |       |        | Tau Devi Lal Stadium, Gurgaon (India) Toeschouwers: 2.000 Scheidsrechter: Hedayat Mombini |

 Afghanistan wint met 5–0 over twee wedstrijden en plaatst zich voor de groepsfase van dit kwalificatietoernooi.
|                                                 |                |       |                   |                                                                                                 |
| 16 februari 2011 «onderlinge duels» 17:00 UTC+7 | Laos           | 1 – 1 | Chinees Taipei    | National Sports Complex, Vientiane Toeschouwers: 15.300 Scheidsrechter: Mohd Nafeez Abdul Wahab |
| 16 februari 2011 «onderlinge duels» 17:00 UTC+7 | Soukaphone 82' |       | Chen Po-liang 65' | National Sports Complex, Vientiane Toeschouwers: 15.300 Scheidsrechter: Mohd Nafeez Abdul Wahab |

 Chinees Taipei wint met 6–3 over twee wedstrijden en plaatst zich voor de groepsfase van dit kwalificatietoernooi.
|                                                 |                                          |              |                          |                                                                                          |
| 16 februari 2011 «onderlinge duels» 19:00 UTC+8 | Macau                                    | 3 – 2 (n.v.) | Cambodja                 | Estádio Campo Desportivo, Macau Toeschouwers: 100 Scheidsrechter: Hettikamkanamge Perera |
| 16 februari 2011 «onderlinge duels» 19:00 UTC+8 | Vernon 62' Leong Ka Hang 73' Vinício 75' |              | Borey 45+2' El Nasa 107' | Estádio Campo Desportivo, Macau Toeschouwers: 100 Scheidsrechter: Hettikamkanamge Perera |

 Cambodja wint met 5–4 over twee wedstrijden en plaatst zich voor de groepsfase van dit kwalificatietoernooi.
|                                              |                                   |       |                    |                                                                                   |
| 15 maart 2011 «onderlinge duels» 13:00 UTC+8 | Mongolië                          | 2 – 1 | Filipijnen         | MFF Football Centre, Ulaanbaatar Toeschouwers: 3.000 Scheidsrechter: Ko Hyung-jin |
| 15 maart 2011 «onderlinge duels» 13:00 UTC+8 | Lkhümbengarav 22' Garidmagnai 35' |       | J. Younghusband 4' | MFF Football Centre, Ulaanbaatar Toeschouwers: 3.000 Scheidsrechter: Ko Hyung-jin |

 Filipijnen wint met 3–2 over twee wedstrijden en plaatst zich voor de groepsfase van dit kwalificatietoernooi.

## Groepsfase
De kwalificatiewedstrijden werden gespeeld van 21 - 25 maart 2011. De top 2 van elke groep plaatste zich voor het eindtoernooi. Op 18 februari 2011 maakte de AFC de gastlanden bekend voor de groepen. Myanmar (Groep A), Maleisië (Groep B), Maldiven (Groep C) en Nepal (Groep D)
| Betekenis van de kleuren in Tabel                          |
| ---------------------------------------------------------- |
| Nummers 1 en 2 van elke groep geplaatst voor eindtoernooi. |

### Groep A
| Land       | Gsp | Win | Gel | Ver | DV | DT | +/- | Pnt |
| ---------- | --- | --- | --- | --- | -- | -- | --- | --- |
| Palestina  | 3   | 2   | 1   | 0   | 5  | 1  | +4  | 7   |
| Filipijnen | 3   | 1   | 2   | 0   | 4  | 1  | +3  | 5   |
| Bangladesh | 3   | 1   | 0   | 2   | 2  | 5  | −3  | 3   |
| Myanmar    | 3   | 0   | 1   | 2   | 2  | 6  | −4  | 1   |

|                                                 |                       |       |                            |                                                                                  |
| 21 maart 2011 «onderlinge duels» 15:30 UTC+6:30 | Myanmar               | 1 – 1 | Filipijnen                 | Youth Training Centre, Yangon Toeschouwers: 5.000 Scheidsrechter: Kim Jong-Hyeok |
| 21 maart 2011 «onderlinge duels» 15:30 UTC+6:30 | Khin Maung Lwin 90+3' |       | J. Younghusband 76' (pen.) | Youth Training Centre, Yangon Toeschouwers: 5.000 Scheidsrechter: Kim Jong-Hyeok |

|                                                 |                |       |            |                                                                                              |
| 21 maart 2011 «onderlinge duels» 18:00 UTC+6:30 | Palestina      | 2 – 0 | Bangladesh | Youth Training Centre, Yangon Toeschouwers: 1.000 Scheidsrechter: Jameel Abdulhusain Mohamed |
| 21 maart 2011 «onderlinge duels» 18:00 UTC+6:30 | Alyan 46', 65' |       |            | Youth Training Centre, Yangon Toeschouwers: 1.000 Scheidsrechter: Jameel Abdulhusain Mohamed |

|                                                 |            |       |           |                                                                                          |
| 23 maart 2011 «onderlinge duels» 15:30 UTC+6:30 | Filipijnen | 0 – 0 | Palestina | Youth Training Centre, Yangon Toeschouwers: 500 Scheidsrechter: Ali Sabah Adday Al-Qaysi |
| 23 maart 2011 «onderlinge duels» 15:30 UTC+6:30 |            |       |           | Youth Training Centre, Yangon Toeschouwers: 500 Scheidsrechter: Ali Sabah Adday Al-Qaysi |

|                                                 |                     |       |         |                                                                                 |
| 23 maart 2011 «onderlinge duels» 18:00 UTC+6:30 | Bangladesh          | 2 – 0 | Myanmar | Youth Training Centre, Yangon Toeschouwers: 3.000 Scheidsrechter: Apisit Aonrak |
| 23 maart 2011 «onderlinge duels» 18:00 UTC+6:30 | Ahmed 10' Komol 88' |       |         | Youth Training Centre, Yangon Toeschouwers: 3.000 Scheidsrechter: Apisit Aonrak |

|                                                 |            |                              |            |                                                                                       |
| 25 maart 2011 «onderlinge duels» 15:30 UTC+6:30 | Bangladesh | 0 – 3                        | Filipijnen | Aung San Stadium, Yangon Toeschouwers: 200 Scheidsrechter: Jameel Abdulhusain Mohamed |
| 25 maart 2011 «onderlinge duels» 15:30 UTC+6:30 |            | Araneta 41' Guirado 55', 80' |            | Aung San Stadium, Yangon Toeschouwers: 200 Scheidsrechter: Jameel Abdulhusain Mohamed |

|                                                 |                         |       |                                                 |                                                                                  |
| 25 maart 2011 «onderlinge duels» 15:30 UTC+6:30 | Myanmar                 | 1 – 3 | Palestina                                       | Youth Training Centre, Yangon Toeschouwers: 1.500 Scheidsrechter: Kim Jong-Hyeok |
| 25 maart 2011 «onderlinge duels» 15:30 UTC+6:30 | Zaw Htat Aung 25' (pen) |       | Murad M M Eleyan 39', 90' Ahmed H A Mahajna 71' | Youth Training Centre, Yangon Toeschouwers: 1.500 Scheidsrechter: Kim Jong-Hyeok |

### Groep B
| Land           | Gsp | Win | Gel | Ver | DV | DT | +/- | Pnt |
| -------------- | --- | --- | --- | --- | -- | -- | --- | --- |
| India          | 3   | 2   | 1   | 0   | 7  | 2  | +5  | 7   |
| Turkmenistan   | 3   | 2   | 1   | 0   | 6  | 1  | +5  | 7   |
| Pakistan       | 3   | 1   | 0   | 2   | 3  | 6  | −3  | 3   |
| Chinees Taipei | 3   | 0   | 0   | 3   | 0  | 7  | −7  | 0   |

|                                              |                                    |       |          |                                                                                   |
| 21 maart 2011 «onderlinge duels» 16:00 UTC+8 | Turkmenistan                       | 3 – 0 | Pakistan | MBPJ Stadium, Petaling Jaya Toeschouwers: 150 Scheidsrechter: Akbar Bakhshi Zadeh |
| 21 maart 2011 «onderlinge duels» 16:00 UTC+8 | Urazow 6' Amanow 46' Garadanow 86' |       |          | MBPJ Stadium, Petaling Jaya Toeschouwers: 150 Scheidsrechter: Akbar Bakhshi Zadeh |

|                                              |                                       |       |                |                                                                                      |
| 21 maart 2011 «onderlinge duels» 19:30 UTC+8 | India                                 | 3 – 0 | Chinees Taipei | MBPJ Stadium, Petaling Jaya Toeschouwers: 50 Scheidsrechter: Mohd Nafeez Abdul Wahab |
| 21 maart 2011 «onderlinge duels» 19:30 UTC+8 | Lalpekhlua 32' Chhetri 76' Shaikh 88' |       |                | MBPJ Stadium, Petaling Jaya Toeschouwers: 50 Scheidsrechter: Mohd Nafeez Abdul Wahab |

|                                              |             |       |                                |                                                                                    |
| 23 maart 2011 «onderlinge duels» 16:00 UTC+8 | Pakistan    | 1 – 3 | India                          | MBPJ Stadium, Petaling Jaya Toeschouwers: 100 Scheidsrechter: Mohammad Al Rshaidat |
| 23 maart 2011 «onderlinge duels» 16:00 UTC+8 | Mehmood 32' |       | Lalpekhlua 67', 90+4' Dias 90' | MBPJ Stadium, Petaling Jaya Toeschouwers: 100 Scheidsrechter: Mohammad Al Rshaidat |

|                                              |                |                               |              |                                                                                   |
| 23 maart 2011 «onderlinge duels» 19:30 UTC+8 | Chinees Taipei | 0 – 2                         | Turkmenistan | MBPJ Stadium, Petaling Jaya Toeschouwers: 100 Scheidsrechter: Viktor Serazitdinov |
| 23 maart 2011 «onderlinge duels» 19:30 UTC+8 |                | Şamyradow 73' Hangeldiýew 76' |              | MBPJ Stadium, Petaling Jaya Toeschouwers: 100 Scheidsrechter: Viktor Serazitdinov |

|                                              |                     |       |                |                                                                                       |
| 25 maart 2011 «onderlinge duels» 16:00 UTC+8 | Turkmenistan        | 1 – 1 | India          | MBPJ Stadium, Petaling Jaya Toeschouwers: 200 Scheidsrechter: Mohd Nafeez Abdul Wahab |
| 25 maart 2011 «onderlinge duels» 16:00 UTC+8 | Çoňkaýew 52' (pen.) |       | Lalpekhlua 60' | MBPJ Stadium, Petaling Jaya Toeschouwers: 200 Scheidsrechter: Mohd Nafeez Abdul Wahab |

|                                              |                |                        |          |                                                                                   |
| 25 maart 2011 «onderlinge duels» 19:30 UTC+8 | Chinees Taipei | 0 – 2                  | Pakistan | MBPJ Stadium, Petaling Jaya Toeschouwers: 50 Scheidsrechter: Mohammad Al Rshaidat |
| 25 maart 2011 «onderlinge duels» 19:30 UTC+8 |                | Mehmood 26' Bashir 67' |          | MBPJ Stadium, Petaling Jaya Toeschouwers: 50 Scheidsrechter: Mohammad Al Rshaidat |

### Groep C
| Land         | Gsp | Win | Gel | Ver | DV | DT | +/- | Pnt |
| ------------ | --- | --- | --- | --- | -- | -- | --- | --- |
| Malediven    | 3   | 2   | 1   | 0   | 6  | 1  | +5  | 7   |
| Tadzjikistan | 3   | 2   | 1   | 0   | 4  | 0  | +4  | 7   |
| Kirgizië     | 3   | 1   | 0   | 2   | 5  | 6  | −1  | 3   |
| Cambodja     | 3   | 0   | 0   | 3   | 3  | 11 | −8  | 0   |

|                                              |                       |       |          |                                                                             |
| 21 maart 2011 «onderlinge duels» 16:00 UTC+5 | Tadzjikistan          | 1 – 0 | Kirgizië | National Stadium, Malé Toeschouwers: 4.000 Scheidsrechter: Mohammed Mohamed |
| 21 maart 2011 «onderlinge duels» 16:00 UTC+5 | R. Sydykov 88' (e.d.) |       |          | National Stadium, Malé Toeschouwers: 4.000 Scheidsrechter: Mohammed Mohamed |

|                                              |                                |       |          |                                                                       |
| 21 maart 2011 «onderlinge duels» 21:00 UTC+5 | Malediven                      | 4 – 0 | Cambodja | National Stadium, Malé Toeschouwers: 8.000 Scheidsrechter: Zhao Liang |
| 21 maart 2011 «onderlinge duels» 21:00 UTC+5 | Naseer 2' Ashfaq 41', 84', 88' |       |          | National Stadium, Malé Toeschouwers: 8.000 Scheidsrechter: Zhao Liang |

|                                              |                  |       |                  |                                                                           |
| 23 maart 2011 «onderlinge duels» 16:00 UTC+5 | Kirgizië         | 1 – 2 | Malediven        | National Stadium, Malé Toeschouwers: 9.000 Scheidsrechter: Marai Al Awaji |
| 23 maart 2011 «onderlinge duels» 16:00 UTC+5 | Assad 87' (e.d.) |       | Ali 5' Qasim 79' | National Stadium, Malé Toeschouwers: 9.000 Scheidsrechter: Marai Al Awaji |

|                                              |          |                                      |              |                                                                              |
| 23 maart 2011 «onderlinge duels» 21:00 UTC+5 | Cambodja | 0 – 3                                | Tadzjikistan | National Stadium, Malé Toeschouwers: 550 Scheidsrechter: Pratap Singh Patwal |
| 23 maart 2011 «onderlinge duels» 21:00 UTC+5 |          | Davronov 2' Ergashev 83' Rabimov 89' |              | National Stadium, Malé Toeschouwers: 550 Scheidsrechter: Pratap Singh Patwal |

|                                              |              |       |           |                                                                             |
| 25 maart 2011 «onderlinge duels» 16:00 UTC+5 | Tadzjikistan | 0 – 0 | Malediven | National Stadium, Malé Toeschouwers: 9.000 Scheidsrechter: Mohammed Mohamed |
| 25 maart 2011 «onderlinge duels» 16:00 UTC+5 |              |       |           | National Stadium, Malé Toeschouwers: 9.000 Scheidsrechter: Mohammed Mohamed |

|                                              |                               |       |                                                  |                                                                       |
| 25 maart 2011 «onderlinge duels» 21:00 UTC+5 | Cambodja                      | 3 – 4 | Kirgizië                                         | National Stadium, Malé Toeschouwers: 1.000 Scheidsrechter: Zhao Liang |
| 25 maart 2011 «onderlinge duels» 21:00 UTC+5 | Sokumpheak 39', 49' Rithy 89' |       | A. Sydykov 5' Usanov 45+1' Esenkul Uulu 80', 85' | National Stadium, Malé Toeschouwers: 1.000 Scheidsrechter: Zhao Liang |

### Groep D
Alle wedstrijden werden gespeeld in het Dasarath Rangasala Stadium, Kathmandu,Nepal van 7 tot en met 11 april 2011
| Land        | Gsp | Win | Gel | Ver | DV | DT | +/- | Pnt |
| ----------- | --- | --- | --- | --- | -- | -- | --- | --- |
| Noord-Korea | 3   | 3   | 0   | 0   | 7  | 0  | +7  | 9   |
| Nepal       | 3   | 1   | 1   | 1   | 1  | 1  | 0   | 4   |
| Afghanistan | 3   | 1   | 0   | 2   | 1  | 3  | −2  | 3   |
| Sri Lanka   | 3   | 0   | 1   | 2   | 0  | 5  | −5  | 1   |

|                                                |                                                         |       |           |                                                                                             |
| 7 april 2011 «onderlinge duels» 15:30 UTC+5:45 | Noord-Korea                                             | 4 – 0 | Sri Lanka | Dasarath Rangasala Stadium, Kathmandu Toeschouwers: 2.000 Scheidsrechter: Yousef Al-Marzouq |
| 7 april 2011 «onderlinge duels» 15:30 UTC+5:45 | Choe Kum-Chol 2', 47' Ri Chol-Myong 5' Pak Nam-Chol 21' |       |           | Dasarath Rangasala Stadium, Kathmandu Toeschouwers: 2.000 Scheidsrechter: Yousef Al-Marzouq |

|                                                |             |            |       |                                                                                             |
| 7 april 2011 «onderlinge duels» 15:30 UTC+5:45 | Afghanistan | 0 – 1      | Nepal | Dasarath Rangasala Stadium, Kathmandu Toeschouwers: 9.100 Scheidsrechter: Yaqoob Abdul Baki |
| 7 april 2011 «onderlinge duels» 15:30 UTC+5:45 |             | Khawas 27' |       | Dasarath Rangasala Stadium, Kathmandu Toeschouwers: 9.100 Scheidsrechter: Yaqoob Abdul Baki |

|                                                |           |           |             |                                                                                            |
| 9 april 2011 «onderlinge duels» 15:30 UTC+5:45 | Sri Lanka | 0 – 1     | Afghanistan | Dasarath Rangasala Stadium, Kathmandu Toeschouwers: 1.800 Scheidsrechter: Ali Sabbah Adday |
| 9 april 2011 «onderlinge duels» 15:30 UTC+5:45 |           | Hadid 82' |             | Dasarath Rangasala Stadium, Kathmandu Toeschouwers: 1.800 Scheidsrechter: Ali Sabbah Adday |

|                                                |       |                  |             |                                                                                                 |
| 9 april 2011 «onderlinge duels» 15:30 UTC+5:45 | Nepal | 0 – 1            | Noord-Korea | Dasarath Rangasala Stadium, Kathmandu Toeschouwers: 22.000 Scheidsrechter: Salah Abbas Alabbasi |
| 9 april 2011 «onderlinge duels» 15:30 UTC+5:45 |       | Jong Il-Gwan 31' |             | Dasarath Rangasala Stadium, Kathmandu Toeschouwers: 22.000 Scheidsrechter: Salah Abbas Alabbasi |

|                                                 |                                       |       |             |                                                                                   |
| 11 april 2011 «onderlinge duels» 15:30 UTC+5:45 | Noord-Korea                           | 2 – 0 | Afghanistan | Halchowk Stadium, Kathmandu Toeschouwers: 1.000 Scheidsrechter: Yaqoob Abdul Baki |
| 11 april 2011 «onderlinge duels» 15:30 UTC+5:45 | Choe Kum-Chol 45+1' Ri Chol-Myong 68' |       |             | Halchowk Stadium, Kathmandu Toeschouwers: 1.000 Scheidsrechter: Yaqoob Abdul Baki |

|                                                 |       |       |           |                                                                                             |
| 11 april 2011 «onderlinge duels» 15:30 UTC+5:45 | Nepal | 0 – 0 | Sri Lanka | Dasarath Rangasala Stadium, Kathmandu Toeschouwers: 13.500 Scheidsrechter: Ali Sabbah Adday |
| 11 april 2011 «onderlinge duels» 15:30 UTC+5:45 |       |       |           | Dasarath Rangasala Stadium, Kathmandu Toeschouwers: 13.500 Scheidsrechter: Ali Sabbah Adday |

## Gekwalificeerde landen
| Land         | Gekwalificeerd als | Vorige deelnames in toernooi12 |
| ------------ | ------------------ | ------------------------------ |
| Palestina    | Winnaar groep A    | 2 (2006)                       |
| Filipijnen   | Tweede groep A     | 2 (2006)                       |
| India        | Winnaar groep B    | 4 (2006, 2008, 2010)           |
| Turkmenistan | Tweede groep B     | 3 (2008, 2010)                 |
| Malediven    | Winnaar groep C    | 1 (Debuut)                     |
| Tadzjikistan | Tweede groep C     | 4 (2006, 2008, 2010)           |
| Noord-Korea  | Winnaar groep D    | 3 (2008, 2010)                 |
| Nepal        | Winnaar groep D    | 2 (2006)                       |

## Doelpuntenmakers
4 doelpunten
- Jeje Lalpekhlua
- Murad Alyan

3 doelpunten
- Sidiq Walizada
- Sam El Nasa
- Ali Ashfaq
- Choe Kum-Chol

2 doelpunten
- Kouch Sokumpheak
- Chang Han
- Chen Po-liang

- Cholponbek Esenkul Uulu
- Leong Ka Hang
- Ri Chol-Myong

- Arif Mehmood
- Ángel Guirado
- James Younghusband

1 doelpunt
- Mustafa Hadid
- Israfeel Kohistani
- Waheed Nadeem
- Shakil Ahmed
- Abdul Baten Komol
- Khim Borey
- Khoun Laboravy
- Sok Rithy
- Lin Cheng-yi
- Lo Chih-an
- Sunil Chhetri
- Steven Dias
- Jewel Raja Shaikh
- Aziz Sydykov
- Rustem Usanov

- Phattana Syvilay
- Kitsada Tongkhen
- Soukaphone Vongchiengkham
- Vernon
- Vinício
- Ashad Ali
- Mukhthar Naseer
- Shamweel Qasim
- Bayasgalangiin Garidmagnai
- Donorovyn Lkhümbengarav
- Khin Maung Lwin
- Zaw Htat Aung
- Bharat Khawas
- Jong Il-Gwan
- Pak Nam-Chol

- Atif Bashir
- Ahmed Harbi
- Ian Araneta
- Emelio Caligdong
- Phil Younghusband
- Nuriddin Davronov
- Davronjon Ergashev
- Ibrahim Rabimov
- Arslanmyrat Amanow
- Gahrymanberdi Çoňkaýew
- Mämmedaly Garadanow
- Guwanç Hangeldiýew
- Berdi Şamyradow
- Didargylyç Urazow

Eigen doelpunt
- Ruslan Sydykov (Tegen Tadzjikistan)
- Assad Abdul Ghani (Tegen Kirgizië)